# Asphondylia ericiformis
Asphondylia ericiformis är en tvåvingeart som beskrevs av Peter Kolesik 1997. Asphondylia ericiformis ingår i släktet Asphondylia och familjen gallmyggor. Inga underarter finns listade i Catalogue of Life.